# Liste der denkmalgeschützten Objekte in Obertilliach
Die Liste der denkmalgeschützten Objekte in Obertilliach enthält die 20 unbeweglichen denkmalgeschützten Objekte der Gemeinde Obertilliach.

## Denkmäler
| Foto |                 | Denkmal | Standort                                         | Beschreibung | Metadaten |
| ---- | --------------- | --- | ------------------------------------------------ | --- | --- |
| ja   | Datei hochladen | Mariahilfkapelle in Rals HERIS-ID: 6868 Objekt-ID: 2751 TKK: 18335                                                  | bei Bergen 2 Standort KG: Obertilliach           | | BDA-Hist.: Q37937394 Status: Bescheid Stand der BDA-Liste: 2025-06-30 Name: Mariahilfkapelle in Rals GstNr.: .439 Obertilliach, Mariahilfkapelle in Rals            |
| ja   | Datei hochladen | Bauernhaus Ober-Niederster HERIS-ID: 6873 Objekt-ID: 2756 TKK: 18361                                                | Bergen 6 Standort KG: Obertilliach               | | BDA-Hist.: Q37937693 Status: Bescheid Stand der BDA-Liste: 2025-06-30 Name: Bauernhaus Ober-Niederster GstNr.: .444 Obertilliach, Bauernhaus Ober-Niederster        |
| BW   | Datei hochladen | Kornkasten beim Schneider HERIS-ID: 6874 Objekt-ID: 2757 TKK: 18406                                                 | Bergen 18 Standort KG: Obertilliach              | | BDA-Hist.: Q37937758 Status: Bescheid Stand der BDA-Liste: 2025-06-30 Name: Kornkasten beim Schneider GstNr.: 3416                                                  |
| ja   | Datei hochladen | Elend-Bildstock HERIS-ID: 6871 Objekt-ID: 2754 TKK: 18376                                                           | bei Bergen 28 Standort KG: Obertilliach          | | BDA-Hist.: Q37937582 Status: § 2a Stand der BDA-Liste: 2025-06-30 Name: Elend-Bildstock GstNr.: 1551/2                                                              |
| ja   | Datei hochladen | Kapelle hl. Nikolaus im Moos HERIS-ID: 6856 Objekt-ID: 2739 TKK: 18332                                              | nordwestlich Bergen 34 Standort KG: Obertilliach | | BDA-Hist.: Q37936439 Status: § 2a Stand der BDA-Liste: 2025-06-30 Name: Kapelle hl. Nikolaus im Moos GstNr.: 3588 Hl. Nikolaus im Moos                              |
| ja   | Datei hochladen | Ehem. Volksschule HERIS-ID: 6841 Objekt-ID: 2724 TKK: 115659                                                        | Dorf 33 Standort KG: Obertilliach                | | BDA-Hist.: Q37934663 Status: § 2a Stand der BDA-Liste: 2025-06-30 Name: Ehem. Volksschule GstNr.: .10                                                               |
| ja   | Datei hochladen | Ritscherhof HERIS-ID: 6843 Objekt-ID: 2726 TKK: 18341                                                               | Dorf 34 Standort KG: Obertilliach                | | BDA-Hist.: Q37934941 Status: Bescheid Stand der BDA-Liste: 2025-06-30 Name: Ritscherhof GstNr.: .124                                                                |
| ja   | Datei hochladen | Weiler-Kasten HERIS-ID: 6848 Objekt-ID: 2731 TKK: 18410                                                             | bei Dorf 52 Standort KG: Obertilliach            | | BDA-Hist.: Q37935641 Status: Bescheid Stand der BDA-Liste: 2025-06-30 Name: Weiler-Kasten GstNr.: 3538                                                              |
| ja   | Datei hochladen | Ehem. Gasthaus, Stocker-Weiler HERIS-ID: 6846 Objekt-ID: 2729 TKK: 18343                                            | Dorf 54 Standort KG: Obertilliach                | | BDA-Hist.: Q37935366 Status: Bescheid Stand der BDA-Liste: 2025-06-30 Name: Ehem. Gasthaus, Stocker-Weiler GstNr.: 3463 Gasthaus Stocker-Weiler, Obertilliach       |
| ja   | Datei hochladen | Kath. Pfarrkirche hl. Ulrich HERIS-ID: 6839 Objekt-ID: 2722 TKK: 18331                                              | gegenüber Dorf 54 Standort KG: Obertilliach      | Urkundlich nach 1365 eine Kuratie wurde die Kirche 1891 zur Pfarrkirche erhoben. Die ehemalige Wallfahrtskirche mit einer Tabernakelmuttergottes, einer Kopie der Wald-auf-Madonna in Hall in Tirol 1735 nach Obertilliach gebracht, hatte im 18. Jahrhundert den Höhepunkt der Wallfahrt. Der Kirchenneubau erfolgte von 1762 bis 1764 nach den Plänen des Pfarrers und Architekten Franz de Paula Penz. Der gotische Turm wurde von 1890 bis 1893 durch einen Neubau ersetzt. Die Kirche wurde 1952 restauriert. | BDA-Hist.: Q12343559 Status: § 2a Stand der BDA-Liste: 2025-06-30 Name: Kath. Pfarrkirche hl. Ulrich GstNr.: .1 Pfarrkirche hl. Ulrich (Obertilliach)               |
| ja   | Datei hochladen | Friedhof HERIS-ID: 6840 Objekt-ID: 2723 TKK: 82460                                                                  | bei Dorf 55 Standort KG: Obertilliach            | Der von einer Mauer umgebene Friedhof um die Kirche wurde um 1764 angelegt und 1896 sowie 1987 erweitert. Eingänge befinden sich im Westen und Osten, südseitig führt ein Treppenabgang zum neuen Friedhof und zur Einsegnungshalle. Die Gräber sind mit zumeist modernen schmiedeeisernen Kreuzen versehen. An der Nordostseite ist die jetzt als Kriegergedächtniskapelle dienende ehemalige Totenkapelle in die Friedhofsmauer eingebunden. Die 1829 erbaute Kapelle mit polygonalem Schluss weist an der Eingangswand klassizistische Fassadenmalerei auf. Im neuen Friedhofsteil befindet sich die 1986/87 errichtete Einsegnungshalle mit schindelgedecktem Walmdach, ostseitigem Eingang und nordseitigem hohem Rundbogen. | BDA-Hist.: Q37934536 Status: § 2a Stand der BDA-Liste: 2025-06-30 Name: Friedhof GstNr.: .2, 1                                                                      |
| ja   | Datei hochladen | Presslhof HERIS-ID: 6845 Objekt-ID: 2728 TKK: 18349                                                                 | Dorf 61 Standort KG: Obertilliach                | | BDA-Hist.: Q37935186 Status: Bescheid Stand der BDA-Liste: 2025-06-30 Name: Presslhof GstNr.: 3474 Obertilliach, Presslhof                                          |
| ja   | Datei hochladen | Bauernhaus Wastginer HERIS-ID: 6847 Objekt-ID: 2730 TKK: 18353                                                      | Dorf 70 Standort KG: Obertilliach                | | BDA-Hist.: Q37935527 Status: Bescheid Stand der BDA-Liste: 2025-06-30 Name: Bauernhaus Wastginer GstNr.: 50                                                         |
| ja   | Datei hochladen | Kornkasten HERIS-ID: 6853 Objekt-ID: 2736 TKK: 18412                                                                | Dorf 85 Standort KG: Obertilliach                | Der hoch aufragende, an ein Doppelhaus angebaute Kornkasten mit brettergedecktem Satteldach und westseitig angebautem Schuppen stammt vermutlich aus dem 18. Jahrhundert. Auf dem unterkellerten Massivbau mit Putzfaschenrahmung und giebelseitigem Rundbogenportal ist ein in Blockbau gezimmertes Obergeschoß gesetzt. | BDA-Hist.: Q37936160 Status: Bescheid Stand der BDA-Liste: 2025-06-30 Name: Kornkasten GstNr.: .42                                                                  |
| ja   | Datei hochladen | Kornkasten HERIS-ID: 6854 Objekt-ID: 2737 TKK: 18414                                                                | bei Dorf 89 Standort KG: Obertilliach            | Der Kornkasten am nördlichen Dorfende ist ein doppelstöckiger Massivbau mit gemauerter Freitreppe zum Obergeschoß und brettergedecktem Satteldach, das Putzfeld ist mit 1672 bezeichnet. Originale Baudetails: Rundbogenportal an der Giebelfront, Fenster mit Rautengitter und gerade Putzfaschenrahmung. | BDA-Hist.: Q37936247 Status: Bescheid Stand der BDA-Liste: 2025-06-30 Name: Kornkasten GstNr.: .43/1 Kasten, Dorf 84, Obertilliach                                  |
| ja   | Datei hochladen | Egger-Kapelle HERIS-ID: 6863 Objekt-ID: 2746 TKK: 18337                                                             | oberhalb Leiten 9a Standort KG: Obertilliach     | | BDA-Hist.: Q37937088 Status: Bescheid Stand der BDA-Liste: 2025-06-30 Name: Egger-Kapelle GstNr.: .300                                                              |
| ja   | Datei hochladen | Kath. Filialkirche St. Peter HERIS-ID: 6858 Objekt-ID: 2741 TKK: 18339                                              | Leiten Standort KG: Obertilliach                 | | BDA-Hist.: Q37936693 Status: § 2a Stand der BDA-Liste: 2025-06-30 Name: Kath. Filialkirche St. Peter GstNr.: 3590 Obertilliach, Kath. Filialkirche St. Peter        |
| ja   | Datei hochladen | Kapelle Hl. Dreifaltigkeit HERIS-ID: 6870 Objekt-ID: 2753 TKK: 18336                                                | bei Rodarm 13 Standort KG: Obertilliach          | | BDA-Hist.: Q37937510 Status: § 2a Stand der BDA-Liste: 2025-06-30 Name: Kapelle Hl. Dreifaltigkeit GstNr.: .158 Obertilliach, Kapelle hl. Dreifaltigkeit            |
| ja   | Datei hochladen | Lourdeskapelle HERIS-ID: 6857 Objekt-ID: 2740 TKK: 18333                                                            | Standort KG: Obertilliach                        | | BDA-Hist.: Q37936575 Status: § 2a Stand der BDA-Liste: 2025-06-30 Name: Lourdeskapelle GstNr.: 3587 Lourdeskapelle (Obertilliach)                                   |
| BW   | Datei hochladen | Militärische Bauten des 1. Weltkriegs am Frontabschnitt Karnischer Kamm HERIS-ID: 113140 Objekt-ID: 131376seit 2019 | Standort KG: Obertilliach                        | Entlang des Karnischen Kamms verlief eine Frontlinie im Gebirgskrieg 1915–1918 des Ersten Weltkriegs. Hier haben sich zahlreiche Überreste der Kämpfe wie Baracken, Bunker, Geschützstellungen und Schützengräben erhalten. | BDA-Hist.: Q105646955 Status: Bescheid Stand der BDA-Liste: 2025-06-30 Name: Militärische Bauten des 1. Weltkriegs am Frontabschnitt Karnischer Kamm GstNr.: 2706/1 |